# Liste der Baudenkmäler in Heldenstein
Auf dieser Seite sind die Baudenkmäler in der oberbayerischen Gemeinde Heldenstein zusammengestellt. Diese Tabelle ist eine Teilliste der Liste der Baudenkmäler in Bayern. Grundlage ist die Bayerische Denkmalliste, die auf Basis des Bayerischen Denkmalschutzgesetzes vom 1. Oktober 1973 erstmals erstellt wurde und seither durch das Bayerische Landesamt für Denkmalpflege geführt wird. Die folgenden Angaben ersetzen nicht die rechtsverbindliche Auskunft der Denkmalschutzbehörde.
 Die Liste gibt den Fortschreibungsstand vom 30. September 2017 wieder und umfasst 23 Baudenkmäler.

Innenraum von St. Petrus in Weidenbach

## Baudenkmäler nach Ortsteilen

### Heldenstein
| Lage                      | Objekt                               | Beschreibung | Akten-Nr.             | Bild                                 |
| ------------------------- | ------------------------------------ | --- | --------------------- | ------------------------------------ |
| Kirchstraße 3 (Standort)  | Katholische Pfarrkirche St. Rupertus | Stattlicher spätgotischer Bau mit eingezogenem polygonalem Chor und Westturm, zweite Hälfte 15. Jahrhundert, Regotisierung durch Josef Elsner 1897/98, Herz-Jesu-Kapelle, 1905; mit Ausstattung. | D-1-83-120-1 Wikidata | Katholische Pfarrkirche St. Rupertus |
| Kirchstraße 12 (Standort) | Ehemaliges Schulhaus                 | Zweigeschossiger biedermeierlicher Satteldachbau, bezeichnet mit dem Jahr 1825. | D-1-83-120-2 Wikidata | Ehemaliges Schulhaus                 |

### Goldau
| Lage                     | Objekt    | Beschreibung | Akten-Nr.             | Bild |
| ------------------------ | --------- | --- | --------------------- | ---- |
| Goldau 10 (Standort)     | Stadel    | Ständerbohlenstadel mit Halbwalmdach und Bundwerk, 1638, erneuert 1980; Getreidekasten, freistehender Blockbau mit Satteldach und Bundwerk, noch 17. Jahrhundert, transferiert aus Perlesham, Gemeinde Oberbergkirchen. | D-1-83-120-5 Wikidata | BW   |
| Goldau 18; 16 (Standort) | Haufenhof | Ehemaliges Wohnstallhaus, erdgeschossiger Flachsatteldachbau, im Kern 17. Jahrhundert, stark überformt; Stadel, eintenniger Ständerbohlenstadel mit Walmdach, Bundwerk und eingestelltem Getreidekasten, bezeichnet mit dem Jahr 1608, Getreidekasten bezeichnet mit dem Jahr 1595; Brunnenschacht, Natursteinmauerwerk, bezeichnet mit dem Jahr 1604; Zuhaus, zweigeschossiger Satteldachbau mit Greddach, Putzgliederung und Traufschrot, 1875; Backhaus, kleiner ziegelsichtiger Satteldachbau, 19. Jahrhundert. | D-1-83-120-6          | BW   |

### Haigerloh
| Lage                    | Objekt                                           | Beschreibung                                                                               | Akten-Nr.             | Bild |
| ----------------------- | ------------------------------------------------ | ------------------------------------------------------------------------------------------ | --------------------- | ---- |
| Bergstraße 4 (Standort) | Katholische Filialkirche St. Johannes der Täufer | Barocker tonnengewölbter Saalbau mit polygonalem Chor und Westturm, 1730; mit Ausstattung. | D-1-83-120-7 Wikidata | BW   |
| Kirchberg (Standort)    | Wegkapelle                                       | Kleiner offener Satteldachbau mit Dreiecksgiebel, wohl 19. Jahrhundert.                    | D-1-83-120-8 Wikidata | BW   |

### Harting
| Lage                  | Objekt | Beschreibung                                                                                               | Akten-Nr.              | Bild |
| --------------------- | ------ | --- | ---------------------- | ---- |
| Harting 8 (Standort)  | Stadel | Teilweise verbretterter Ständerbohlenbau mit Flachsatteldach und Bundwerk, erstes Drittel 19. Jahrhundert. | D-1-83-120-9 Wikidata  | BW   |
| Harting 11 (Standort) | Remise | Massiver Frackdachbau mit Putzgliederungen und Bildnische, bezeichnet mit dem Jahr 1894.                   | D-1-83-120-10 Wikidata | BW   |

### Isenmühle
| Lage                   | Objekt     | Beschreibung                                                                            | Akten-Nr.              | Bild |
| ---------------------- | ---------- | --------------------------------------------------------------------------------------- | ---------------------- | ---- |
| Isenmühle 3 (Standort) | Hofkapelle | Barocker Satteldachbau mit Pilastergliederung und Schweifgiebel, 1739; mit Ausstattung. | D-1-83-120-11 Wikidata | BW   |

### Kirchbrunn
| Lage                              | Objekt                                    | Beschreibung | Akten-Nr.              | Bild           |
| --------------------------------- | ----------------------------------------- | --- | ---------------------- | -------------- |
| Kirchbrunner Straße 12 (Standort) | Katholische Wallfahrtskirche Maria Schnee | Spätbarocker Zentralbau mit Lisenengliederung, eingezogenem halbkreisförmigem Chor, Westturm und südlicher Sakristei, nach älteren Plänen von Silvester Mayerhofer durch Georg Hechel 1760–62 errichtet; mit Ausstattung. | D-1-83-120-12 Wikidata | weitere Bilder |
| Nähe Kirchbrunn (Standort)        | Wallfahrtsbrunnen                         | Aus Natursteinmauerwerk, wohl 18. Jahrhundert; in moderner Einhausung. | D-1-83-120-13 Wikidata | BW             |
| Nähe Kirchbrunn (Standort)        | Kruzifix                                  | Gefasstes Holzkruzifix mit Wettermantel, 19. Jahrhundert. | D-1-83-120-14 Wikidata | BW             |

### Küham
| Lage                    | Objekt         | Beschreibung | Akten-Nr.              | Bild |
| ----------------------- | -------------- | --- | ---------------------- | ---- |
| Hofstraße 3 (Standort)  | Pfarrhof       | Zweigeschossiger barocker Walmdachbau mit Putzgliederung, Erdgeschoss mit Gewölbe, Obergeschoss mit Stuckdecke, 1705. | D-1-83-120-15 Wikidata | BW   |
| Isenstraße 4 (Standort) | Wohnstallhaus  | Zweigeschossiger verputzter Flachsatteldachbau mit Traufschrot und Blockbaukniestock, um 1860; Stadel, Riegel-Bundwerkstadel mit Satteldach, massivem Sockel, bezeichnet mit dem Jahr 1804, eingestellter Getreidekasten, 17. Jahrhundert; transferiert aus Hausing, Gemeinde Jettenbach. | D-1-83-120-16          | BW   |
| In Küham (Standort)     | Lourdeskapelle | Kleiner neugotischer Satteldachbau mit Lourdesgrotte, bezeichnet mit dem Jahr 1885. | D-1-83-120-17 Wikidata | BW   |

### Lauterbach
| Lage                     | Objekt                             | Beschreibung | Akten-Nr.              | Bild |
| ------------------------ | ---------------------------------- | --- | ---------------------- | ---- |
| Hohlfeld (Standort)      | Lourdeskapelle                     | Kleiner Satteldachbau, Ende 19. Jahrhundert. | D-1-83-120-19 Wikidata | BW   |
| Lauterbach 31 (Standort) | Katholische Filialkirche St. Georg | Spätgotischer Saalbau mit eingezogenem polygonalem Chor und Westturm, wohl 1521, erhöht und Chorwölbung, Ende 15. Jahrhundert, Barockisierung 1682, Südseite mit Karner, 16. Jahrhundert; mit Ausstattung. | D-1-83-120-18 Wikidata | BW   |
| Lauterbach 32 (Standort) | Ehemaliges Pfarrhaus               | Zweigeschossiger, giebelseitig erschlossener Flachsatteldachbau mit teilverbrettertem Giebelschrot, um 1711/12, teilweise umgebaut erste Hälfte 19. Jahrhundert.                                           | D-1-83-120-26 Wikidata | BW   |

### Niederheldenstein
| Lage                      | Objekt                                | Beschreibung | Akten-Nr.              | Bild |
| ------------------------- | ------------------------------------- | --- | ---------------------- | ---- |
| Wiesenstraße 4 (Standort) | Katholische Filialkirche St. Nikolaus | Im Kern spätromanischer Saalbau mit eingezogenem Rechteckchor, Barockisierung und Ostturm nach Plänen von Dominikus Glasl und Silvester Mayerhofer, 1717; mit Ausstattung. | D-1-83-120-21 Wikidata | BW   |

### Schellenberg
| Lage                      | Objekt                                                                                              | Beschreibung | Akten-Nr.     | Bild |
| ------------------------- | --------------------------------------------------------------------------------------------------- | --- | ------------- | ---- |
| Schellenberg 2 (Standort) | Blockbau-Obergeschoss und beidseitig anschließende Bundwerksysteme eines firstgedrehten Stockhauses | Bezeichnet mit dem Jahr 1848, aus Reit, Gemeinde Niedertaufkirchen, 1996/97 transferiert und mit detailgetreu erneuerter Traufseitlaube und unter Verwendung historischer Ausbaudetails über rekonstruierend nachgebildetem gemauertem Erdgeschoss wiedererrichtet. | D-1-83-120-27 | BW   |

### Schmidham
| Lage                   | Objekt      | Beschreibung | Akten-Nr.     | Bild |
| ---------------------- | ----------- | --- | ------------- | ---- |
| Schmidham 1 (Standort) | Vierseithof | Wohnstallhaus, zweigeschossiger Satteldachbau mit Kniestock, Putzgliederung und traufseitigem Balkon, bezeichnet mit dem Jahr 1878; westlich Stallgebäude, langgestreckter Krüppelwalmdachbau mit Putzgliederung, erbaut 1922; östlich Remisenstadel, langgestreckter Krüppelwalmdachbau mit Putzgliederung, um 1922; südlich Stadel, zweigeschossiger Satteldachbau mit Putzgliederung, um 1922; Einfriedung, schmiedeeisern, gleichzeitig. | D-1-83-120-22 | BW   |

### Weidenbach
| Lage                       | Objekt                              | Beschreibung | Akten-Nr.              | Bild           |
| -------------------------- | ----------------------------------- | --- | ---------------------- | -------------- |
| Bahnhofstraße 3 (Standort) | Remise                              | Westtrakt des Vierseithofs, Flachsatteldachbau mit Zierputz und Gliederungen, 1855, nach Brand 1904 erneuert.                                                                 | D-1-83-120-24 Wikidata | Remise         |
| Weidenbach 21 (Standort)   | Katholische Filialkirche St. Petrus | Spätgotischer kreuzgratgewölbter Saalbau mit eingezogenem polygonalem Chor und Südturm, 15. Jahrhundert, auf spätromanischer Grundlage des 14. Jahrhunderts; mit Ausstattung. | D-1-83-120-23 Wikidata | weitere Bilder |